# Исайченко, Василий Нилович
Василий Нилович Исайченко (1919—1979) — участник Великой Отечественной войны, командир пулемётной роты 276-го гвардейского стрелкового полка (92-я гвардейская стрелковая дивизия, 37-я армия, Степной фронт), гвардии лейтенант. Герой Советского Союза.

## Биография
Родился 22 апреля 1919 года в деревне Поповка, ныне Юргинского района Кемеровской области. Окончил 7 классов. Работал плотником на станции Юрга.
Призван в Красную Армию в 1939 году. Окончил Владивостокское стрелково-пулемётное училище. На фронте с сентября 1942 года. Член ВКП(б) с 1943 года.
Командир пулеметной роты 276-го гвардейского стрелкового полка, гвардии лейтенант Василий Исайченко одним из первых 30 сентября 1943 года форсировал Днепр у с. Успенка (Кировоградская область, Украинская ССР) и отражал контратаки противника.
Указом Президиума Верховного Совета СССР «О присвоении звания Героя Советского Союза офицерскому, сержантскому и рядовому составу Красной Армии» от 22 февраля 1944 года за «образцовое выполнение боевых заданий командования при форсировании реки Днепр, развитие боевых успехов на правом берегу реки и проявленные при этом отвагу и геройство» удостоен звания Героя Советского Союза с вручением ордена Ленина и медали «Золотая Звезда».
После войны служил в армии, в 1945 и 1956 годах окончил курсы «Выстрел». Был начальником части военкомата города Болотный Новосибирской области.
В 1959 году вышел в запас в звании майора. Жил и работал в г. Юрга. Руководил горкомом ДОСААФ.
Умер 22 февраля 1979 года, похоронен в Юрге.

## Память
- Именем Героя названа улица в г. Юрга.
- В музее школы № 10, носящем имя Героя, хранятся подлинные документы и фотографии В. Н. Исайченко, переданные его дочерью — учителем русского языка и литературы[2].
- На городском кладбище расположен надгробный памятник Василию Ниловичу Исайченко, установленный в 1980 году. Ежегодно, в День Победы, обучающиеся военно-профильных классов возлагают цветы на могилу Героя Советского Союза.

## Награды
- Звание Героя Советского Союза присвоено 22 февраля 1944 года (медаль № 3165)[3].
- Награждён орденом Ленина, двумя орденами Красной Звезды и медалями.